# 兵庫県公立大学法人
兵庫県公立大学法人（ひょうごけんこうりつだいがくほうじん、英: Hyogo Public University Corporation）は日本の公立大学法人。兵庫県立大学および芸術文化観光専門職大学の設置者である。

## 概要
兵庫県が設立団体となり、当初、公立大学法人兵庫県立大学の名前で2013年に設立された「特定地方独立行政法人以外の地方独立行政法人」である。2021年からは、兵庫県立大学のほかに同年に開学した芸術文化観光専門職大学の設置者ともなり、名称を兵庫県公立大学法人に改めて当該2大学を設置・管理している。

## 沿革
- 2013年3月25日 - 総務省が公立大学法人兵庫県立大学の設立を認可[3]。
- 2013年3月25日 - 文部科学省が兵庫県立大学の設置者の変更を認可。
- 2013年4月1日 - 公立大学法人兵庫県立大学設立。兵庫県立大学の設置者を兵庫県から本法人に変更[4]。
- 2021年4月1日 - 同日開学の芸術文化観光専門職大学の設置者となり、法人名を公立大学法人兵庫県立大学から兵庫県公立大学法人に変更。

## 設置している諸学校

### 大学
- 兵庫県立大学
- 芸術文化観光専門職大学

### 附属学校
- 兵庫県立大学附属高等学校
- 兵庫県立大学附属中学校

## 歴代理事長
＜主な出典：＞
|      | 氏名       | 就任期間                        | 備考                                                                     |
| ---- | ---------- | ------------------------------- | ------------------------------------------------------------------------ |
| 初代 | 清原正義   | 2013年04月01日 - 2017年03月31日 | 兵庫県立大学学長を兼務 退任後は公立大学法人島根県立大学第3代理事長に就任 |
| 2代  | 井戸敏三   | 2017年04月01日 - 2018年03月31日 | 当時現職の兵庫県知事との兼任                                             |
| 3代  | 五百籏頭眞 | 2018年04月01日 - 2023年03月31日 | 政治学者 就任前は公立大学法人熊本県立大学第2代理事長                     |
| 4代  | 國井総一郎 | 2023年04月01日 - 現職           | 株式会社ノーリツ会長                                                     |